# Sean Baker (Regisseur)
Sean Baker (* 26. Februar 1971 in Summit, New Jersey) ist ein US-amerikanischer Filmregisseur, Drehbuchautor, Produzent, Filmeditor und Kameramann. Für seinen 2024 erschienenen Film Anora gewann er zahlreiche Preise, darunter die Goldene Palme und vier Oscars in den Kategorien Bester Film, Beste Regie, Bestes Drehbuch und Bester Schnitt.

## Leben
Sean Baker wurde 1971 in Summit in New Jersey geboren und erwarb an der New York University einen Bachelor of Arts in Filmwissenschaften.
Sein erster Spielfilm, bei dem er Regie führte und auch das Drehbuch schrieb, war Four Letter Words, in dem er sich mit der Einstellung und Sprache junger US-amerikanischer Männer beschäftigte. Danach drehte er gemeinsam mit Shih-Ching Tsou Take Out, in dem sie einen illegalen chinesischen Immigranten zeigen, der die Zahlungen für seinen Schmuggel nicht mehr aufbringen kann. Sein dritter Spielfilm Prince of Broadway feierte 2008 beim Los Angeles Film Festival seine Premiere. Sein vierter Spielfilm Starlet mit Dree Hemingway und Besedka Johnson in den Hauptrollen stellte Baker beim South by Southwest Filmfestival im März 2012 vor. Seinen fünften Film Tangerine L.A. mit James Ransone drehte Baker, komplett mit einem iPhone 5s und stellte diesen 2015 im Rahmen des Sundance Film Festival vor. Bei den Filmfestspielen von Cannes 2017 stellte Baker im Rahmen der Directors Fortnight seinen Film The Florida Project vor, der auch beim Toronto International Film Festival 2017 gezeigt wurde. Im Rahmen des Filmfests Hamburg wurde Baker für diesen Film mit dem Kritikerpreis ausgezeichnet.
Ende Juni 2018 wurde Baker ein Mitglied der Academy of Motion Picture Arts and Sciences.
Im Jahr 2021 wurde er mit seinem Spielfilm Red Rocket zum ersten Mal in den Wettbewerb um die Goldene Palme des Filmfestivals von Cannes eingeladen. Drei Jahre später stellte er seinen achten Spielfilm Anora fertig, mit dem er bei den Internationalen Filmfestspielen von Cannes 2024 die Goldenen Palme gewann und für den er mehrfach bei der Oscarverleihung 2025 ausgezeichnet wurde. Baker ist nach Walt Disney erst der zweite Filmschaffende, der bei einer Oscarverleihung vier Trophäen erhielt, wobei Disney 1954 für mehrere Filme ausgezeichnet wurde.

## Filmografie (Auswahl)
- 2000: Four Letter Words
- 2004: Take Out
- 2008: Prince of Broadway
- 2012: Starlet
- 2015: Tangerine L.A. (Tangerine)
- 2017: The Florida Project
- 2021: Red Rocket
- 2024: Anora

## Auszeichnungen
Chlotrudis Awards
- 2016: Auszeichnung mit dem Chlotrudis Award für die Beste Kamera (Tangerine L.A.)

British Academy Film Award
- 2025:  Nominierung als Bester Film (Anora)
- 2025: Nominierung für die Beste Regie (Anora)
- 2025: Nominierung für das Beste Drehbuch (Anora)
- 2025: Auszeichnung für das Beste Casting (Anora)
- 2025: Nominierung für den Besten Schnitt (Anora)[6]

Critics’ Choice Movie Award
- 2025: Nominierung für die Beste Regie (Anora)
- 2025: Nominierung für das Beste Drehbuch (Anora)
- 2025: Nominierung für den Besten Schnitt (Anora)

Directors Guild of America Award
- 2025: Auszeichnung für die Beste Spielfilmregie (Anora)[7]

Eddie Award
- 2025: Nominierung in der Kategorie Bester Filmschnitt – Komödie (Anora)[8]

Filmfest Hamburg
- 2017: Auszeichnung mit dem Kritikerpreis (The Florida Project)
- 2017: Nominierung für den Art Cinema Award (The Florida Project)[9][10]

Golden Globe Award
- 2025: Nominierung für die Beste Regie (Anora)
- 2025: Nominierung für das Beste Drehbuch (Anora)

Gotham Award
- 2015: Nominierung als Bester Film für den Gotham Independent Film Award (Tangerine L.A.)
- 2015: Auszeichnung mit dem Publikumspreis (Tangerine L.A.)
- 2021: Nominierung für das Beste Drehbuch (Red Rocket)[11]

Independent Spirit Award
- 2018: Nominierung für die Beste Regie (The Florida Project)[12]
- 2025: Auszeichnung als Bester Film (Anora)
- 2025: Auszeichnung für die Beste Regie (Anora)[13]

Internationale Filmfestspiele von Cannes
- 2021: Nominierung für die Goldene Palme (Red Rocket)
- 2024: Auszeichnung mit der Goldenen Palme (Anora)

Locarno Film Festival

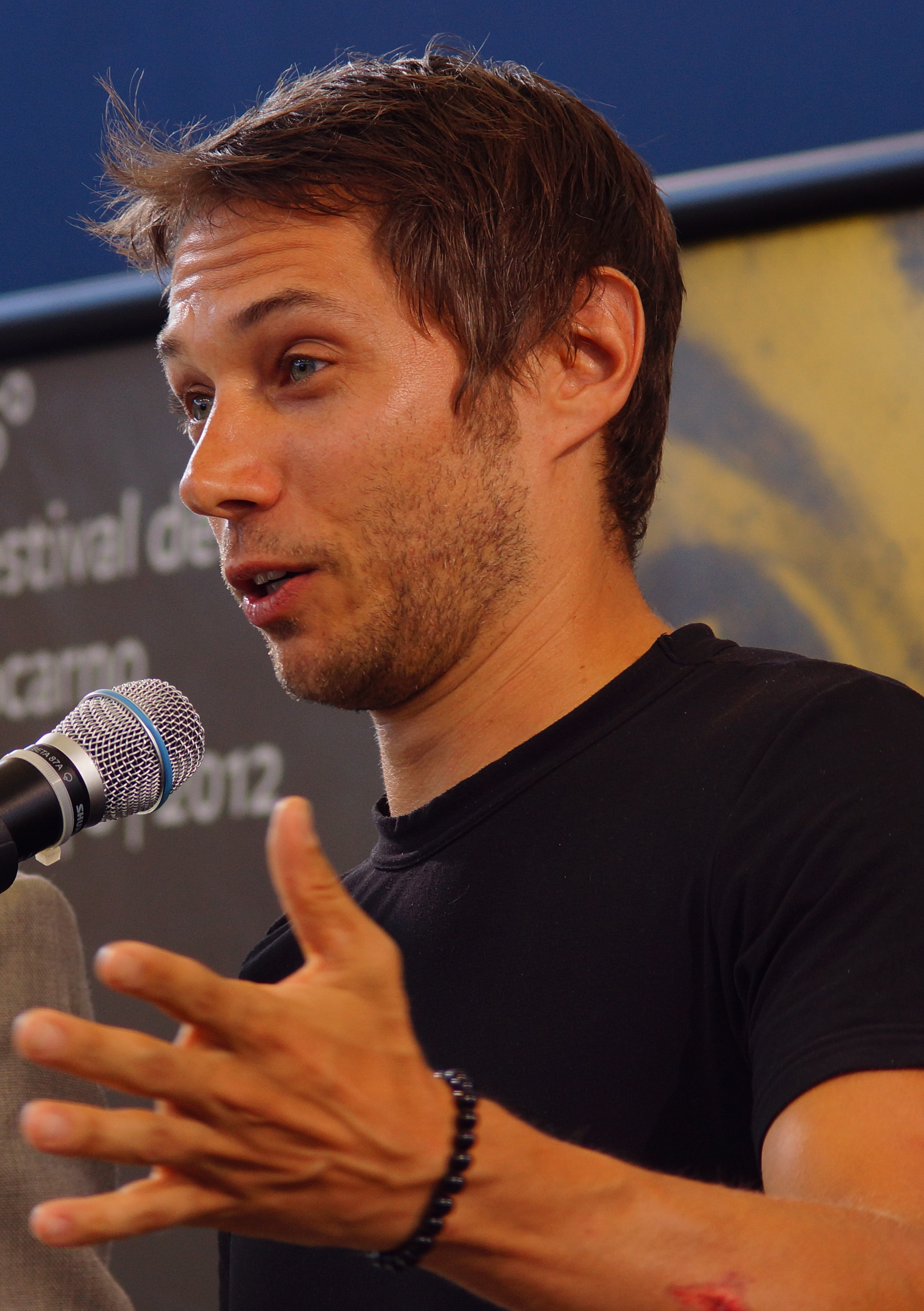
Sean Baker beim Locarno Film Festival 2012

- 2008: Special Mention – Filmmakers of the Present (Prince of Broadway)
- 2008: Nominierung für den Goldenen Leoparden – Filmmakers of the Present (Prince of Broadway)
- 2012: Nominierung für den Goldenen Leoparden (Starlet)
- 2012: Auszeichnung mit dem Junior Jury Award im internationalen Wettbewerb (Starlet)

London Critics’ Circle Film Award
- 2018: Auszeichnung für die Beste Regie (The Florida Project)[14]

New York Film Critics Circle Award
- 2017: Auszeichnung für die Beste Regie (The Florida Project)[15]
- 2024: Auszeichnung für das Beste Drehbuch (Anora)[16]

Oscar
- 2025: Auszeichnung  für den Besten Film (Anora)
- 2025: Auszeichnung für die Beste Regie (Anora)
- 2025: Auszeichnung für das Beste Originaldrehbuch (Anora)
- 2025: Auszeichnung für den Besten Schnitt (Anora)

Satellite Award
- 2017: Nominierung für die Beste Regie (The Florida Project)
- 2017: Nominierung für das Beste Originaldrehbuch (The Florida Project)[17]

Writers Guild of America Award
- 2025: Nominierung für das Beste Originaldrehbuch (Anora)[18]